# 安德拉诺
安德拉诺（義大利語：Andrano），是意大利莱切省的一个市镇。总面积15平方公里，人口5049人，人口密度336.6人/平方公里（2009年）。ISTAT代码为075005。